# Булаев, Василий Петрович

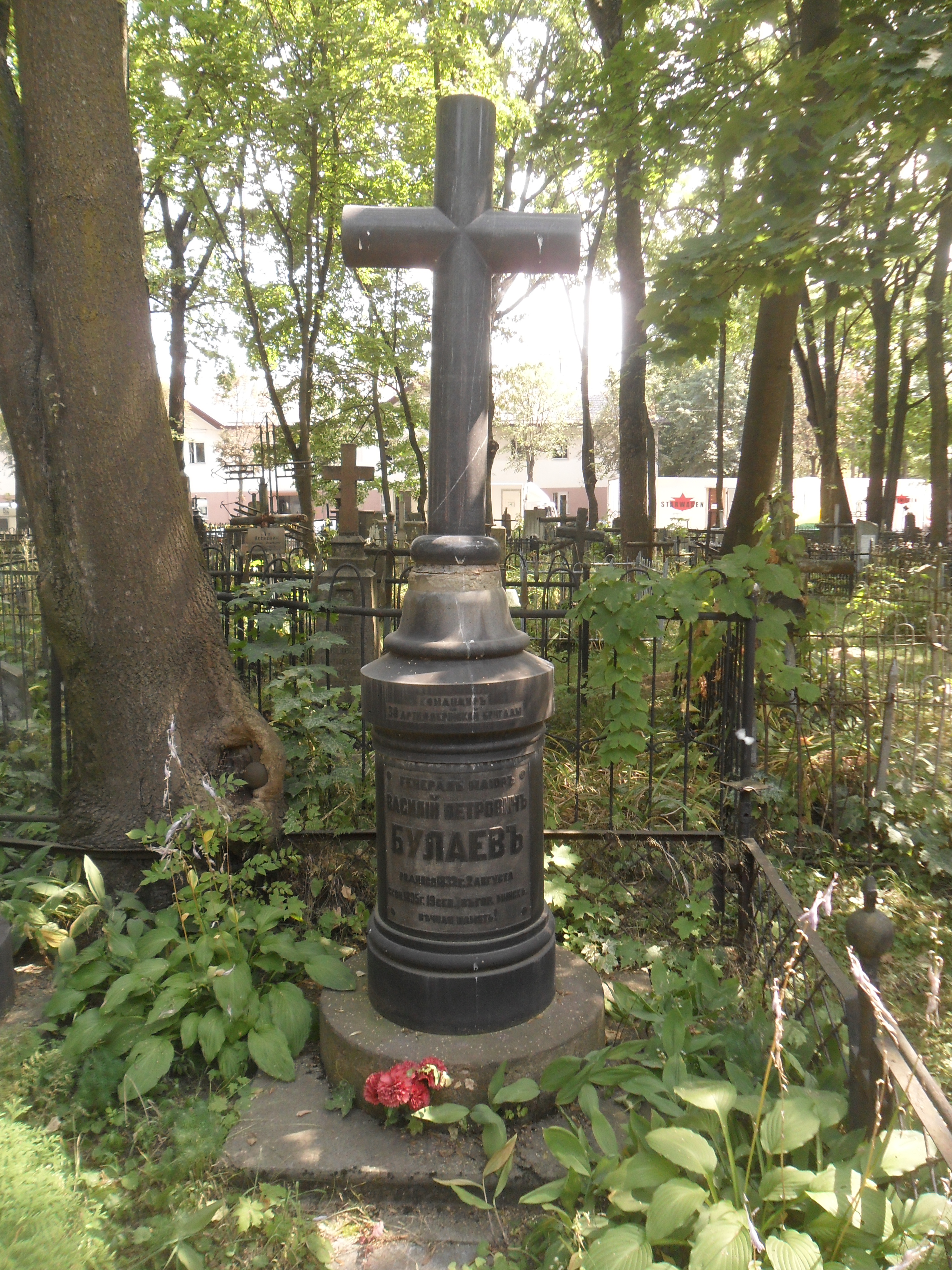
Могила Булаева на Военном кладбище Минска.

Василий Петрович Булаев (1832—1895) — генерал-майор Русской императорской армии.

## Биография
Василий Булаев родился 2 августа 1832 года в слободе Шульгинка Харьковской губернии. Окончил Брестский Александровский кадетский корпус. С 1852 года — на службе в Русской императорской армии, начинал службу прапорщиком в 6-й артиллерийской бригаде. Участвовал в подавлении польского восстания 1863—1864 годов.
2 сентября 1891 года Булаев был произведён в чин генерал-майора и получил назначение на должность командира 30-й артиллерийской бригады, расквартированной в Минске. Избирался членом правления Минского военно-санитарного общества. Скончался в ночь с 18 на 19 сентября 1895 года, похоронен на Военном кладбище Минска.